# Frecuencia de reloj

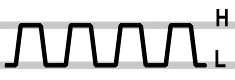
Señal de onda cuadrada

La frecuencia de reloj en relación con una Unidad central de procesamiento o microprocesador indica la frecuencia a la cual los transistores que lo conforman conmutan eléctricamente, es decir, abren y cierran el flujo de una corriente eléctrica. La frecuencia es una magnitud física cuya unidad es el Hertz (Hz), que representa un ciclo u oscilación por segundo; en el caso de los procesadores, indica las conmutaciones eléctricas realizadas en un segundo dentro de un transistor tomado como muestra. Por ejemplo, si un procesador es especificado con una frecuencia de reloj máxima de 2,1 GHz, los transistores que lo componen serán capaces de conmutar el flujo de una corriente 2,1x109 veces por segundo.
Se debe tener presente que el principio de conmutación entre dos estados, o lógica binaria, aplicado a la electrónica, conjuntamente con el álgebra de Boole hacen posible la electrónica de sistemas digitales, siendo el computador digital una implementación práctica de estos conceptos.
Hay que recordar que los Hz no lo son todo en un procesador; también hay que tener en cuenta aspectos como su tamaño, que se mide en nanómetros, puesto que una cantidad excesiva de Hz somete al procesador a un sobrecalentamiento y, por ello, cuanto más pequeño sea el procesador (cuantos menos nanómetros tenga) mayor será su eficiencia. Actualmente, los procesadores de telefonía móvil, como en el snapdragon 865, o en el kirin 990, y otros más, tienen un espacio de 7 nanómetros, y son procesadores de la gama alta actual; ya se está trabajando con procesadores de 5 nanómetros, como los de la serie A BionicApple. 
Otro de los aspectos que influyen en la eficacia del procesador es la capa de personalización, un factor importante, ya que su optimización ayuda a que el procesador tenga un mejor rendimiento y pueda mover el sistema con mayor facilidad. Existen otros aspectos que se deben considerar en los procesadores, como las velocidades de lectura o la construcción misma del procesador, sus capas, etc.
No debe confundirse la frecuencia de reloj con la cantidad de operaciones que un procesador es capaz de realizar en un segundo, puesto que una única operación puede requerir la apertura o cierre de varias compuertas (paso de corriente por los transistores), por ello la cantidad de operaciones por segundo se ven reducidas en función de las instrucciones que ejecuta.
Dentro de las operaciones que puede realizar un procesador encontramos las básicas como, entre otras, suma, resta, multiplicación y división, y otras más específicas como la operaciones de coma flotante. Los procesadores incluyen instrucciones que facilitan la ejecución de determinados códigos, por ejemplo X86, X64, MMX, 3d Now, SSE, etc. Con los juegos de instrucciones se busca que la ejecución de bloques de códigos o procedimientos específicos se realicen de una manera más eficiente y en menos tiempo de ejecución.